# Neolana
Neolana es un género de arañas araneomorfas pertenecientes a la familia Amphinectidae. Se encuentra en Nueva Zelanda.

## Especies
Según The World Spider Catalog 12.0:
- Neolana dalmasi (Marples, 1959)
- Neolana pallida Forster & Wilton, 1973
- Neolana septentrionalis Forster & Wilton, 1973